# 구보 유키히로
구보 유키히로(일본어: 久保 征弘, 1940년 4월 2일 ~ )는 일본의 전 프로 야구 선수이자 야구 지도자이다. 오사카부 오사카시 다이쇼구 출신이며 현역 시절 포지션은 투수였다.

## 인물
오사카 부립 미나토 고등학교를 졸업하고 1959년 긴테쓰 버펄로에 입단했다. 1959년에는 1군에 등판할 기회를 얻지 못했고 프로 2년차인 1960년에는 1군에 합류하여 그해 4월 16일에는 도에이 플라이어스를 상대로 첫 선발 등판했다. 하지만 이 경기에서는 하리모토 이사오에게서 2개의 홈런을 허용하며 5회 도중에 강판돼 패전 투수가 됐다. 프로 3년째인 1961년에는 50경기에 등판했지만 8연패를 당하여 시즌을 마쳤다. 하지만 이듬해 1962년에는 선발, 중간 계투, 마무리 등의 보직을 모두 맡으면서 시즌 28승을 기록하는 등 자신의 첫 타이틀인 다승왕 타이틀을 획득했고 동시에 규정 투구 이닝(11위, 평균 자책점 3.02)을 채웠다. 1963년에는 시즌 19승과 평균 자책점 2.36을 기록하여 최우수 평균 자책점 타이틀을 거머쥐었다. 1964년에는 시즌 10승을 기록했지만 전성기는 오래 지속되지 못하고 1967년 주니치 드래곤스로 이적했다. 1967년에는 주로 중간 계투로 54경기에 등판했지만 0승 4패로 끝났고 2년 뒤 1969년에는 한신 타이거스에 이적하면서 부상에 시달린 진 바크의 빈 자리를 메우는 선수로 기대됐지만 1군 등판 기회는 한 번도 없었고 결국 1970년을 끝으로 현역에서 은퇴했다.
이후에는 한신에서 2군 투수 코치(1972년, 1976년 ~ 1977년, 1992년), 육성 코치(1993년), 용구계(1971년, 1973년 ~ 1974년), 1군 서브매니저(1975년), 스카우트(1978년 ~ 1983년, 1985년 ~ 1991년), 2군 자료 담당(1984년) 등을 역임했다. 스카우트 시절에는 유후네 도시로를 영입한 적이 있다.

## 상세 정보

### 출신 학교
- 오사카 부립 미나토 고등학교

### 선수 경력
- 긴테쓰 버펄로·긴테쓰 버펄로스(1959년 ~ 1966년)
- 주니치 드래곤스(1967년 ~ 1968년)
- 한신 타이거스(1969년 ~ 1970년)

### 지도자 경력
- 한신 타이거스 2군 투수 코치(1972년, 1976년 ~ 1977년, 1992년)
- 한신 타이거스 2군 육성 코치(1993년)

### 수상·타이틀 경력
- 다승왕 : 1회(1962년)
- 최우수 평균 자책점 : 1회(1963년)

### 개인 기록
- 올스타전 출장 : 2회(1962년, 1963년)

### 등번호
- 45(1959년 ~ 1966년)
- 22(1967년 ~ 1968년)
- 51(1969년 ~ 1970년)
- 74(1972년)
- 75(1976년 ~ 1977년)
- 86(1992년 ~ 1993년)

### 연도별 투수 성적
| 연 도      | 소 속      | 등 판 | 선 발 | 완 투 | 완 봉 | 무 4 구 | 승 리 | 패 전 | 세 이 브 | 홀 드 | 승 률 | 타 자 | 이 닝  | 피 안 타 | 피 홈 런 | 볼 넷 | 고 4 | 몸 맞 | 탈 삼 진 | 폭 투 | 보 크 | 실 점 | 자 책 점 | 평 자 책 | W H I P |
| ---------- | ---------- | ----- | ----- | ----- | ----- | ------- | ----- | ----- | -------- | ----- | ----- | ----- | ------ | -------- | -------- | ----- | ---- | ----- | -------- | ----- | ----- | ----- | -------- | -------- | ------- |
| 1960년     | 긴테쓰     | 4     | 1     | 0     | 0     | 0       | 0     | 1     | --       | --    | .000  | 40    | 8.1    | 12       | 2        | 2     | 0    | 0     | 4        | 0     | 0     | 7     | 7        | 7.00     | 1.68    |
| 1961년     | 긴테쓰     | 50    | 9     | 0     | 0     | 0       | 0     | 8     | --       | --    | .000  | 475   | 108.0  | 112      | 9        | 42    | 5    | 5     | 74       | 5     | 0     | 57    | 48       | 4.00     | 1.43    |
| 1962년     | 긴테쓰     | 66    | 23    | 10    | 1     | 2       | 28    | 21    | --       | --    | .571  | 1245  | 300.2  | 294      | 13       | 70    | 9    | 7     | 168      | 2     | 1     | 122   | 101      | 3.02     | 1.21    |
| 1963년     | 긴테쓰     | 62    | 19    | 9     | 2     | 1       | 19    | 12    | --       | --    | .613  | 993   | 251.2  | 218      | 15       | 48    | 2    | 4     | 94       | 1     | 0     | 82    | 66       | 2.36     | 1.06    |
| 1964년     | 긴테쓰     | 51    | 32    | 8     | 3     | 2       | 10    | 18    | --       | --    | .357  | 939   | 220.1  | 249      | 16       | 49    | 1    | 6     | 65       | 2     | 0     | 112   | 92       | 3.76     | 1.35    |
| 1965년     | 긴테쓰     | 34    | 21    | 5     | 1     | 1       | 3     | 16    | --       | --    | .158  | 623   | 143.0  | 175      | 12       | 34    | 1    | 0     | 38       | 2     | 0     | 79    | 64       | 4.03     | 1.46    |
| 1966년     | 긴테쓰     | 19    | 13    | 0     | 0     | 0       | 1     | 5     | --       | --    | .167  | 306   | 71.0   | 84       | 8        | 15    | 2    | 2     | 7        | 0     | 0     | 37    | 31       | 3.93     | 1.39    |
| 1967년     | 주니치     | 54    | 1     | 0     | 0     | 0       | 0     | 4     | --       | --    | .000  | 381   | 90.1   | 92       | 6        | 26    | 5    | 4     | 34       | 3     | 0     | 41    | 30       | 3.00     | 1.31    |
| 1968년     | 주니치     | 8     | 0     | 0     | 0     | 0       | 0     | 1     | --       | --    | .000  | 66    | 15.0   | 19       | 3        | 3     | 2    | 0     | 5        | 0     | 0     | 10    | 9        | 5.40     | 1.47    |
| 통산 : 9년 | 통산 : 9년 | 348   | 119   | 32    | 7     | 6       | 61    | 86    | --       | --    | .415  | 5068  | 1208.1 | 1255     | 84       | 289   | 27   | 28    | 489      | 15    | 1     | 547   | 448      | 3.34     | 1.28    |

- 굵은 글씨는 시즌 최고 성적.